# Matías Néspolo
Matías Néspolo (Buenos Aires, Argentina, 1975) és un periodista i escriptor argentí; viu a Barcelona des de l'any 2001.
Ha publicat el poemari Antología seca de Green Hills (Emboscall, 2005), les novel·les Siete maneras de matar a un gato (Lince, 2009) i Con el sol en la boca (Lince, 2015) i diversos contes en antologies, com Schiffe aus Feuer. 36 Geschichten aus Lateinamerika (Fischer, 2010). Ha estat traduït a diverses llengües i l'any 2010 la revista Granta el va incloure al seu número especial dedicat a Los mejores narradores jóvenes en español. Actualment escriu als diaris El Mundo i La Nación. És vocal de la Junta Directiva de l'ACEC (Associació Col·legial d'Escriptors de Catalunya) des de l'any 2011.